# Ennio Balbo
Ennio Balbo (* 18. April 1922 in Neapel; † 18. Juni 1989 in Rom) war ein italienischer Schauspieler.

## Leben
Balbo studierte – nach einiger Zeit, in der er als Anwalt in Caserta gearbeitet hatte – an der Sharoff-Akademie in Rom Schauspiel und war nach dem Zweiten Weltkrieg Mitglied des Ensembles um Paola Borboni. Mit Sharoff arbeitete er 1959 bei der ambitionierten Inszenierung von Die lustigen Weiber von Windsor wieder zusammen. Er blieb bis 1958 neben seiner Frau Dora Calindri ausschließlich auf der Bühne zu sehen; erst mit nahezu 40 Jahren begann seine Karriere für das Fernsehen und (ab 1962) für den Film. Daneben war er ein vielbeschäftigter Synchronsprecher. Auf dem Bildschirm war er in klassischen Stücken und Originalstoffen (unter Regisseuren wie Gianni Morandi und Anton Giulio Majano) ebenso zu sehen wie in Fernsehserien, darunter Episoden von L'inchieste del commissario Maigret, Sheridan und Mehrteilern (L'affare Dreyfus, 1968, zum Beispiel). Sein größter persönlicher Erfolg war 1961/1962 die Verkörperung des Generalanklägers in Il processo Karamazoff, das Ottavio Spadaro inszenierte. Beim Film wurde der fast immer glatzköpfige Balbo in seinen Genrerollen während der Blütezeit des italienischen Kinos meist als Bankdirektor, wohlhabender Bürger oder zwielichtiger Geschäftsmann besetzt.

## Filmografie (Auswahl)
- 1965: 5 tombe per un medium
- 1965: 7 goldene Männer (7 uomini d'oro)
- 1965: Casanova ’70
- 1966: Heißes Pflaster für Spione (Da Berlino l’apocalisse)
- 1967: Stinkende Dollar (Le due facce del dollaro)
- 1967: Der Tod ritt dienstags (I giorni dell'ira)
- 1968: Django spricht kein Vaterunser (Quel caldo maledetto giorno di fuoco)
- 1968: Die Mafia-Story (Sequestro di persona)
- 1968: Der Tag der Eule (Il giorno della civetta)
- 1969: Ein Hauch von Sinnlichkeit (The Appointment)
- 1973: Der unerbittliche Vollstrecker (La polizia sta a guardare)
- 1974: Warum mußte Staatsanwalt Traini sterben? (Perche si uccide un magistrato?)
- 1976: Abrechnung in San Franzisko (Gli esecutori)